# Nicotiana longibracteata
Nicotiana longibracteata là loài thực vật có hoa trong họ Cà. Loài này được Phil. mô tả khoa học đầu tiên năm 1891.